# Consiglio regionale della Bretagna
Il Consiglio regionale della Bretagna (in francese Conseil régional de Bretagne) è l'assemblea deliberativa della regione francese della Bretagna. Il consiglio regionale è composto da 83 consiglieri regionali eletti per 6 anni ed è presieduto dal socialista Loïg Chesnais-Girard.
Le riunioni plenarie si svolgono a Rennes, sul sito dell'Hôtel de Courcy vicino al centro città, vicino all'hotel della prefettura regionale, mentre la maggior parte dei servizi amministrativi sono riuniti sul sito Patton, nel quartiere omonimo nel nord della città.

## Storia
Come tutte le regioni amministrative della Francia, la regione della Bretagna è nata nella seconda metà del XX secolo. Un decreto del 30 giugno 1941, scritto da Philippe Pétain e pubblicato il 1º luglio 1941 nel Journal officiel de l'État français durante la seconda guerra mondiale, sotto l'occupazione tedesca, creò la regione di Rennes, composta dai dipartimenti di Côtes-du-Nord, Finistère, Ille-et-Vilaine e Morbihan. Questa regione è stata soppressa con la liberazione. Successivamente, un decreto ministeriale del 28 novembre 1956, firmato sotto la Quarta Repubblica, spiegava il quadro dei "programmi d'azione regionali" introdotti da un decreto del 30 giugno 1955. Questo decreto crea una regione chiamata "Bretagna" che comprende gli stessi limiti della regione di Rennes del 1941. Corrisponde all'80% dell'area della Bretagna storica, tagliata dall'attuale Loira Atlantica. Questi limiti sono rimasti stabili durante i cambiamenti nello stato di questi collegi elettorali.